# Rišňovce
Rišňovce est un village de Slovaquie situé dans la région de Nitra.

## Histoire
Première mention écrite du village en 1272.

## Démographie

### Évolution de la population
| Année:               | 1994. | 2004.   | 2014.   | 2024.   |
| -------------------- | ----- | ------- | ------- | ------- |
| Nombre de personnes: | 1909  | 1988    | 2054    | 2132    |
| Différence:          |       | +4,13 % | +3,31 % | +3,79 % |

| Année:               | 2023. | 2024.   |
| -------------------- | ----- | ------- |
| Nombre de personnes: | 2121  | 2132    |
| Différence:          |       | +0,51 % |